# Kandiküla
Kandiküla – wieś w Estonii, w prowincji Tartu, w gminie Tähtvere.